# شهرام میرجلالی
شهرام میرجلالی (زاده ۱۳۳۸، اهواز)، نوازنده و آموزگار ایرانی تار و عود است.
او سال ۱۳۳۸ در شهر اهواز به دنیا آمد. خانواده او همگی اهل فرهنگ و هنر بودند. وی موسیقی را تحت نظر خواهر بزرگ خود که ویولن می‌نواخت آغاز کرد. وی از نوازندگان برجسته تار مکتب اصفهان بوده و شاگردی استادانی چون جلیل شهناز و سیدحسن کسایی را داشته‌است. در طول دوران هنری خود سابقه همکاری با هنرمندانی چون محمدرضا شجریان، همایون شجریان، علی اصغر شاه زیدی، علیرضا افتخاری، ایرج بسطامی، شهرام ابوعامری، حسام‌الدین سراج و سعید رودباری دارد.

## از جمله آثار
- صبح دولت، با همکاری جهانشاه برومند، مهر ۱۳۹۱
- حبیب ساز، با همکاری شهرام ابوعامری و سعید رودباری، اسفند ۱۳۹۲
- رنگانه‌ها، با همکاری آرش فرهنگ فر، فروردین ۱۳۹۲
- فتان، با همکاری رضا ترشیزی، مرداد ۱۳۹۶
- سه نوایی، با همکاری سعید رودباری و همایون شجریان
- همدلی، با همکاری سیامک ایقانی و پدرام بلورچی
- آسمانی، تکنوازی تار شهرام میرجلالی با ضرب همایون شجریان
- گفتگوی نی و عود (با نی حسن کسائی)